# 24. stoljeće
◄ | 2. tisućljeće | 3. tisućljeće | 4. tisućljeće | ►
◄ | 22. stoljeće | 23. stoljeće | 24. stoljeće | 25. stoljeće | 26. stoljeće | ►
2300-ih | 2310-ih | 2320-ih | 2330-ih | 2340-ih | 2350-ih | 2360-ih | 2370-ih | 2380-ih | 2390-ih
24. stoljeće je je razdoblje od 2301. do  2400. godine.

## Vanjske poveznice
|  | Zajednički poslužitelj ima još gradiva o temi 24. stoljeće |